# Arie Hendrick Boerdijk

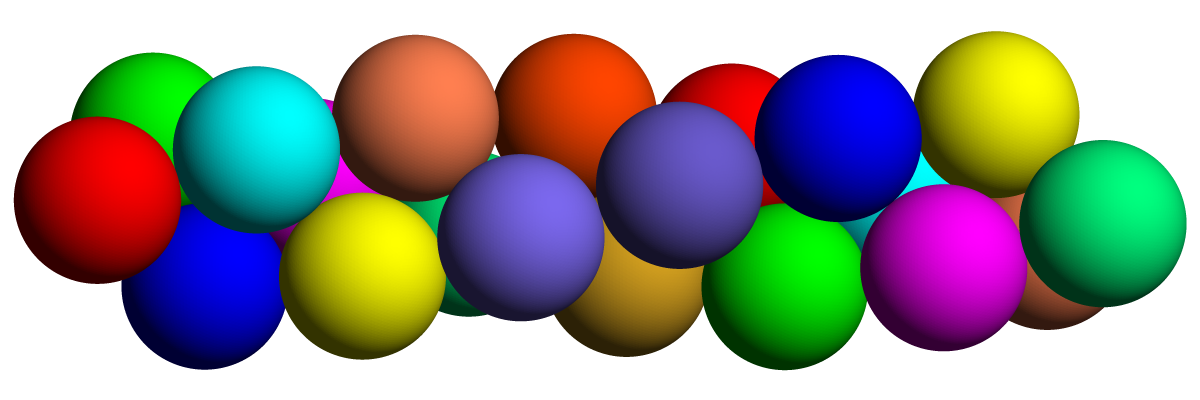
Empaquetamiento de esferas helicoidal de Boerdijk

Arie Hendrick Boerdijk (Den Helder, 27 de septiembre de 1917 - Eindhoven, 20 de octubre de 2012) fue un ingeniero e inventor neerlandés. Ligado a la empresa Philips, publicó numerosos artículos de investigación en campos muy diversos (desde instrumentos ópticos de medición, hasta los aspectos técnicos de la levitación), pero su nombre es conocido por la hélice de Boerdijk-Coxeter, una estructura helicoidal formada por una sucesión de tetraedros que descubrió en 1952 cuando estudiaba el empaquetamiento de esferas.

## Semblanza
Boerdijk nació en la localidad de Den Helder en 1917. Estudiante de ingeniería, se doctoró en 1951 por la Universidad Técnica de Delft, con un trabajo sobre Representación vectorial de ecuaciones diferenciales, sus soluciones y teoremas derivados.
La web Research Gate conserva nueve artículos publicados por Boerdijk entre 1950 y 1960 mientras trabajaba para la empresa Philips:
- (c 1950) Instrumento de medición de visera y ángulo
- (1952) Algunas observaciones sobre el empaquetamiento cerrado de esferas iguales
- (1955) Equilibrio mecánico de un cuerpo que puede rodar sobre una superficie
- (1955) Instrumento para la medición directa de ángulos en el campo de visión del ojo desnudo
- (1955) Aspectos técnicos de la levitación
- (1957) Aparato para mediciones de refracción de capas de laca con lectura digital
- (1959) Contribución a una teoría general de los termopares
- (1960) Diagramas que representan los estados de operación de un termopar general
- (1961) Teorías de orden cero, primero y segundo de un termopar general

Su artículo más citado es el que publicó en 1952 sobre el empaquetamiento de esferas, traducido al inglés con el título Some remarks concerning close-packing of equal size. Philips Res. Rep., 7:303-313, 1952. Este trabajo está ligado con los teselados espaciales estudiados por el matemático británico HSMD Coxeter (1907-2003), dando origen al nombre de la hélice de Boerdijk-Coxeter.
También figura como titular de 16 patentes, entre las que se encuentra un motor eléctrico síncrono, un engranaje planetario y un sistema de conexión eléctrica entre un elemento fijo y otro rotativo; y se le cita como el inventor a comienzos de la década de 1960 del Super Meccanograph, un espirógrafo electromecánico.
Falleció en Eindhoven en 2012, a los 95 años de edad.

## Eponimia
- La hélice de Boerdijk-Coxeter lleva este nombre en su memoria.